# ウマニティ
ウマニティは、株式会社ウマニティが運営する競馬予想SNSサイトである。2008年7月開設。
産経新聞社が発行するサンケイスポーツ、競馬エイト、週刊Gallopの3媒体から公式にサポートされている。
また、ニッポン放送との提携により、日曜競馬ニッポンなどのラジオ番組からバックアップを受けている。

## 概要
サイトではレース情報やデータベース、ウマニティが独自開発した競走馬能力をあらわす指数「U指数」（一部有料）の提供や、
年間約500万件のユーザー予想が集まる日本最大級の予想大会「予想コロシアム」の開催等を行っている。
また、スガダイ、河内一秀、伊吹雅也などのウマニティ公認プロ予想家が予想を提供する「競馬プロ予想MAX」（有料）や、
U指数を利用して開発された予想ロボット「ROBOTIP」など、競馬予想に役立つさまざまなコンテンツを展開している。